# Bubo leucostictus
Bubo leucostictus е вид птица от семейство Совови (Strigidae). Видът е незастрашен от изчезване.

## Разпространение
Разпространен е в Ангола, Камерун, Централноафриканска република, Демократична република Конго, Република Конго, Кот д'Ивоар, Екваториална Гвинея, Габон, Гана, Гвинея, Либерия, Нигерия и Сиера Леоне.